# تاش فارانت
تاش فارانت (بالإنجليزية: Tash Farrant)‏ (مواليد 29 مايو 1996) هي لاعبة كريكت بريطانية، تشارك مع منتخب إنجلترا منذ عام 2013.

## وصلات خارجية
- تاش فارانت على موقع إي آس بي آن كريك إنفو (الإنجليزية)

لم يتم العثور على روابط لمواقع التواصل الاجتماعي.